# Palazzo Malmignati

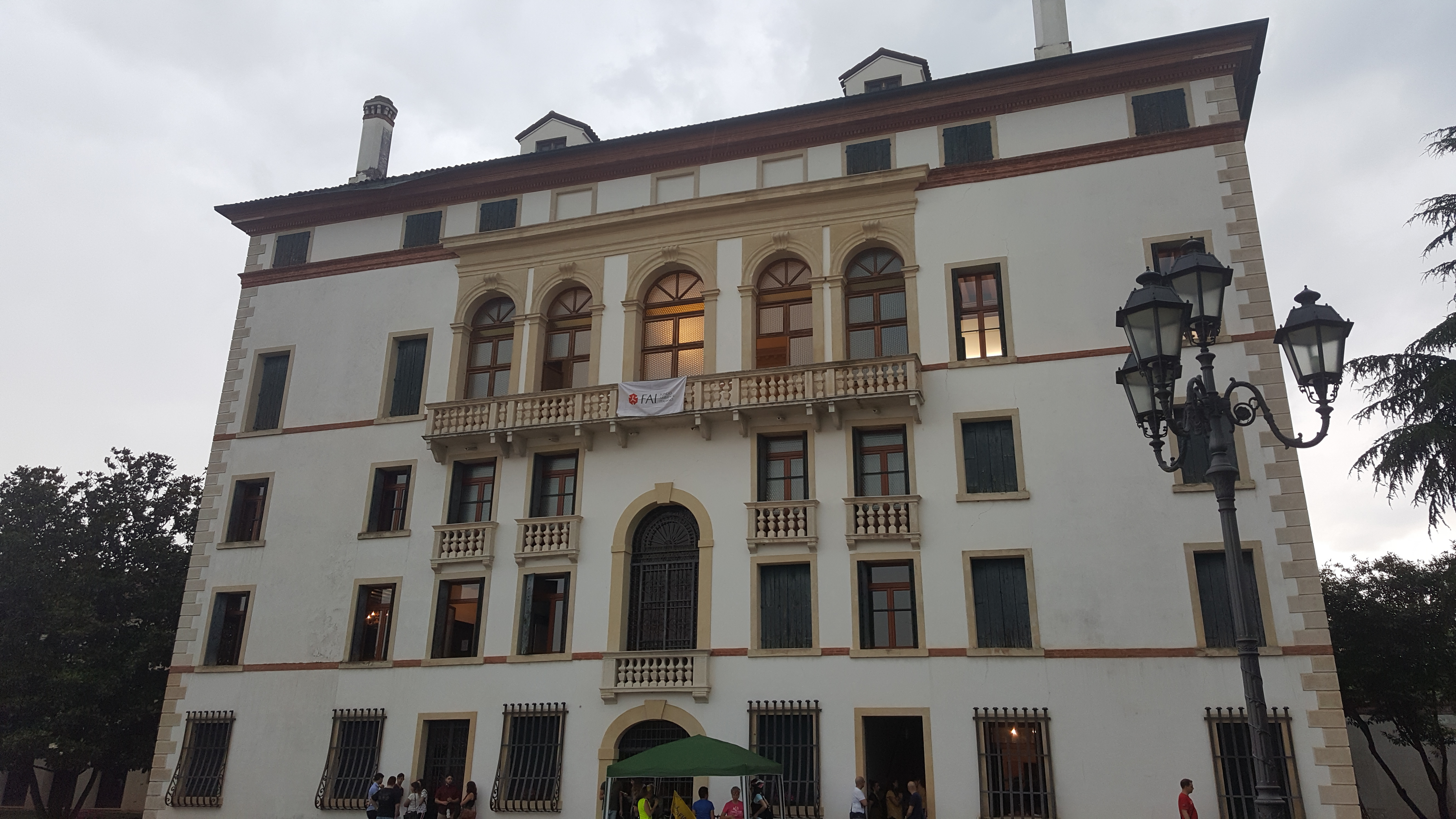
Vista del palazzo Malmignati, facciata che dà sul giardino.

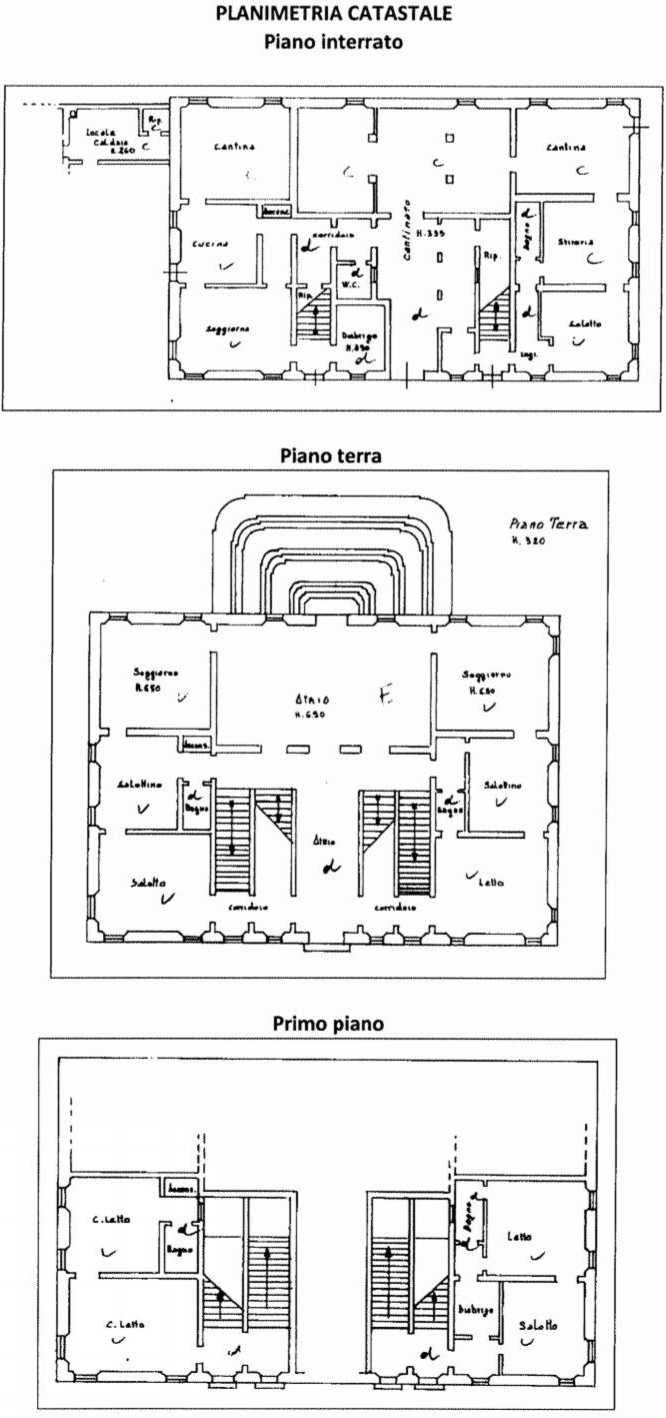
Planimetrie dei piani seminterrato, terra e primo

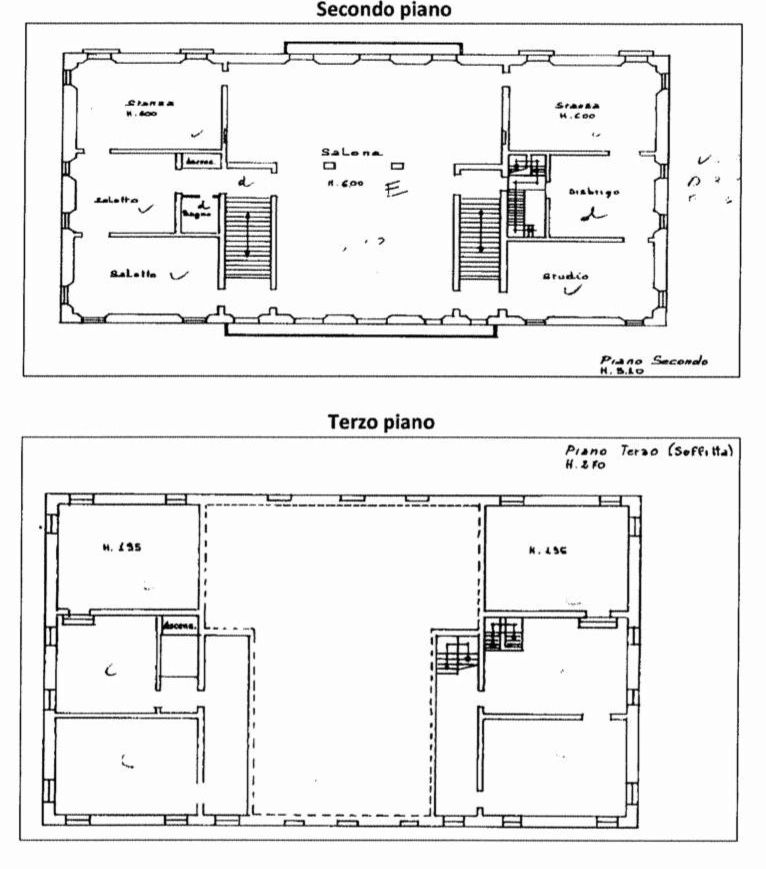
planimetria piani secondo e terzo

Palazzo Malmignati è un imponente palazzo storico, situato a Lendinara in Riviera San Biagio al numero civico 53, realizzato nella prima metà del XVIII secolo, secondo il progetto cinquecentesco di Lorenzo Malmignati. Il complesso è composto dal palazzo, da annessi e da un parco a sud, separato dalla strada mediante una cinta muraria. L'edificio principale consta di 4 piani, di cui 3 fuori terra e 1 seminterrato, collegati ora da un ascensore posto in epoca successiva. 

## Storia
Il palazzo è stato costruito sulle fondamenta di un precedente edificio, "progettato e costruito nel 1528 dal nobile Lorenzo Malmignati. Fu completato dalla moglie Elisabetta Lupati, come testimoniava l'esistenza di stemmi dipinti, in ordine alternato, delle due famiglie".
Nel 1712-13 i fratelli Galeazzo, Giovanni Battista e Vincenzo Malmignati commissionarono all'architetto ferrarese Angelo Santini il progetto di una nuova costruzione. Dai relativi documenti, conservati presso l'Archivio del Seminario Arcivescovile di Ferrara,  si deduce che il progetto originario fu in parte modificato: le piccole finestre dei mezzanini nella facciata verso l'Adigetto sono state completamente eliminate, mentre nella facciata verso il giardino le aperture di tutti i piani sono state ridotte numericamente a vantaggio della sezione centrale caratterizzata da portali e finestre dotate di balaustre.

## Descrizione

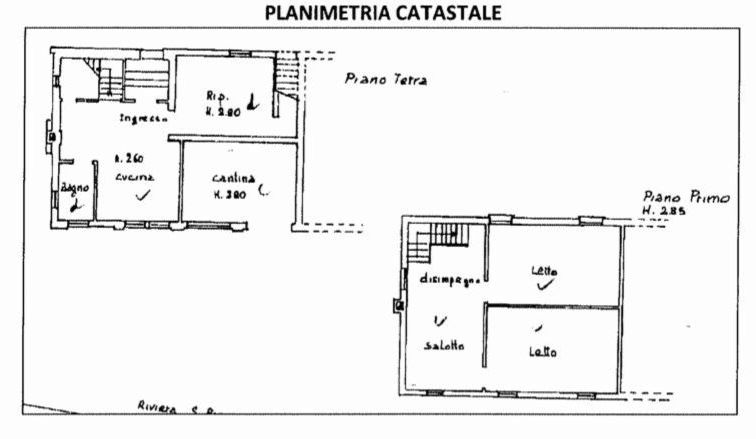
Planimetria delle adiacenze

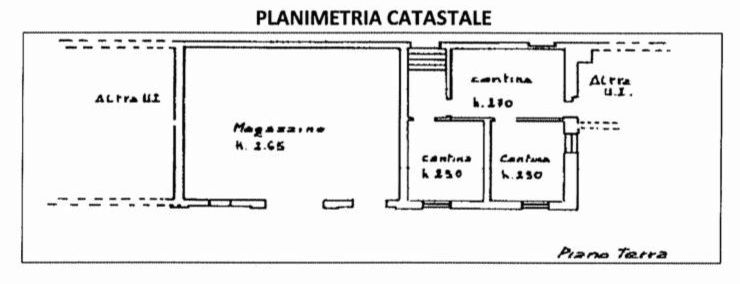
Planimetria delle adiacenze

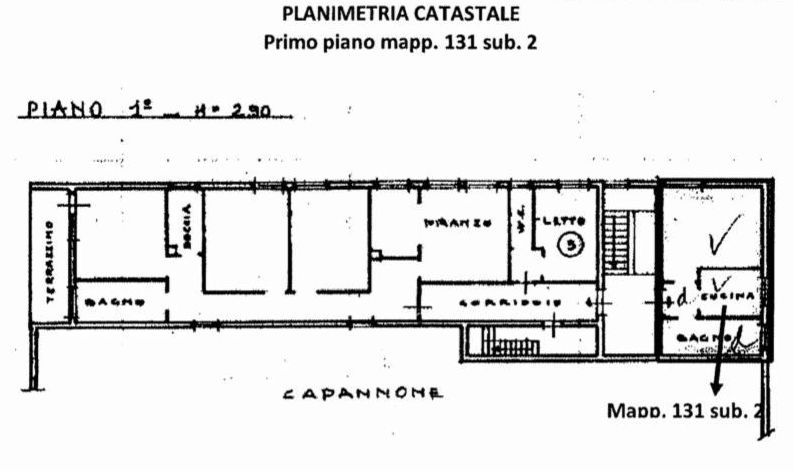
Planimetria delle adiacenze

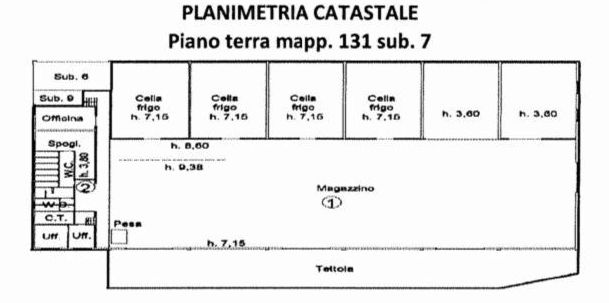
Planimetria delle adiacenze

### Esterno
Il prospetto che dà sull'Adigetto è scandito da cornici marcapiano in cotto e delimitato da bugnato liscio ai lati.
La facciata è organizzata su due ordini e risulta semplice e lineare: l'ordine superiore viene delimitato da un cornicione dentellato e da una cornice marcapiano ed ospita una loggia classica in marmo con poggiolo a balaustra, una finestra trifora centrale e un cornicione in cotto.
Nella parte inferiore trovano posto un alto zoccolo e un grande portale ad arco sormontato dallo stemma della famiglia. Il prospetto principale volto all'Adigetto è marcato da cornici marcapiano in cotto, e delimitato ai lati dal bugnato liscio.
La zona del seminterrato, in laterizio, ospita solamente le aperture rettangolari di cantina e serre. Il piano rialzato è caratterizzato da tre finestre allineate ai lati del portale ad arco a pieno centro ,architravate e modanate, con un mascherone sormontato da un fastigio orizzontale aggettante. Al piano nobile trovano posto nella zona centrale tre finestre archivoltate, con poggiolo a balaustra, sormontate da un architrave con cornicione aggettante. Altre quattro finestre, dotate di frontone triangolare e balaustra, trovano posto ai lati di quest'ultime. Nella parte più alta della facciata, del solaio, trovano posto altre finestre. Nell'ultimo restauro è stata sostituita la piccola scala tramite cui si accedeva al portale d'ingresso con un ampio scalone, tuttora presente. Sul tetto trovano posto dieci camini settecenteschi, di cui quattro centrali dotati di una piccola cupola e altri tre per lato. Sulla facciata che dà sul giardino sono presenti numerose finestre, ben disposte sui tre piani.
Per accedere al seminterrato si deve attraversare un portale ad arco ribassato, al di sopra del quale, al piano rialzato, sta un altro portale ad arco pieno centro con balaustra. Tale portale presenta quattro finestre per lato, sottostanti a quelle del mezzanino con balaustra. Le cinque aperture modanate e archivoltate del piano nobile corrispondono e quelle del piano rialzato, sono dotate di poggiolo e balaustra e sono delimitate in alto da un cornicione aggettante. Due abbaini geometrici e due comignoli a bulbo svettano simmetricamente sul tetto. Le mura inizialmente circondavano interamente il palazzo e le sue adiacenze. Il terreno, un tempo giardino all'italiana, è stato successivamente trasformato in orto. Al suo interno trovano posto ora quattro aiuole con uno specchio d'acqua al centro, realizzati nell'ultimo restauro.
La superficie complessiva è di circa 2 483 m².

### Interno
Colonne di ordine ionico delimitano gli stupefacenti saloni che trovano posto nella pianta rettangolare degli interni. Al di sopra delle colonne scorre un architrave con cornice dentellata. Ai lati sono disposte numerose stanze con sovraporte in marmo. Al piano nobile decorato con stucchi e busti nelle sovraporte, si accede tramite due scale di marmo di Nanto, e due rampe, dotate di balaustra.
Trovano posto nei vari piani:
- Piano seminterrato: zona servizi: lavanderia, stireria, cantine, disbrighi, cucina, salotto, locale caldaia; il piano ha un'altezza di 3,25 m.
- Piano terra: ampio atrio di ingresso padronale, ai lati due parti simmetriche composte da tre vani, un bagno ciascuna e due vani scala per accedere ai piani superiore e inferiore; questo piano ha un'altezza di 3,20 m.
- Primo piano: composto da due parti comunicanti tra loro, anche queste simmetriche, composte da due vani, bagno e disbrigo; il piano ha un'altezza di 3,10 m.
- Secondo piano: ampio salone centrale da cui si accede da entrambe le due rampe di scale, due parti laterali composte da tre stanze ciascuna; il piano è ha un'altezza variabile tra 6,00 e 5,10 m.

- Terzo piano: utilizzato come soffitta, esso è composto da 3 stanze per parte da cui si accede con scale interne poste sul lato est.

È di particolare bellezza il salone principale di entrata, con le due ampie scalinate, che porta al piano nobile; trova infine posto un ampio salone tipico delle ville venete al piano superiore.
| Destinazione    | Parametro  | Superficie reale/potenziale | Coeff. | Superficie Equivalente |
| --------------- | ---------- | --------------------------- | ------ | ---------------------- |
| Piano interrato | sup. lorda | 640,00                      | 1,00   | 640,00                 |
| Piano terra     | sup. lorda | 610,00                      | 1,00   | 610,00                 |
| Primo piano     | sup. lorda | 335,00                      | 1,00   | 335,00                 |
| Secondo piano   | sup. lorda | 610,00                      | 1,00   | 610,00                 |
|                 |            | 2.483,00                    |        | 2.483,00               |

## Restauro
All'interno, a seguito dei lavori in atto al piano interrato sono stati ricavati dei locali dedicati al relax e allo svago come piscina, bagno turco, palestra, spogliatoi e bagni. È stato completamente risistemato il coperto, sia come manto che come struttura lignea, perfettamente recuperata. Ai rimanenti piani sono stati attuati piccoli interventi manutentivi.